# 1992年洛杉磯暴動
1992年洛杉磯暴動（英語：1992 Los Angeles riots，又稱1992年洛杉磯內亂），主要指1992年於美國加州南部大城洛杉磯市爆發的一系列動亂，導火線為該年4月29日當地陪審團宣判四名被控「使用過當武力」的警察無罪釋放，導致上千名對此判決不滿的非裔與拉丁裔上街抗議，最終引發一連串暴動，波及包括亞裔（特別是韓裔）在內的各社群。系爭判決為三名歐洲裔白人警察和一名拉丁裔白人警察毆打涉及交通違規事件的一名黑人羅德尼·金。根據事後統計，整起內亂造成各方約10億美元的財產損失，並有63人於暴動中死亡，數千人受輕重傷，震驚全球。
美國首位华裔女市長、時任洛杉磯縣府官員的陳李琬若曾於第一時間親自前往暴動現場向群眾及全國電視新聞網發表「人痛己痛」演說，呼籲洛杉磯各族裔之间維持和諧。騷動結束後，聯邦陪審團裁定「過當武力」案中兩名警察有罪。

## 背景

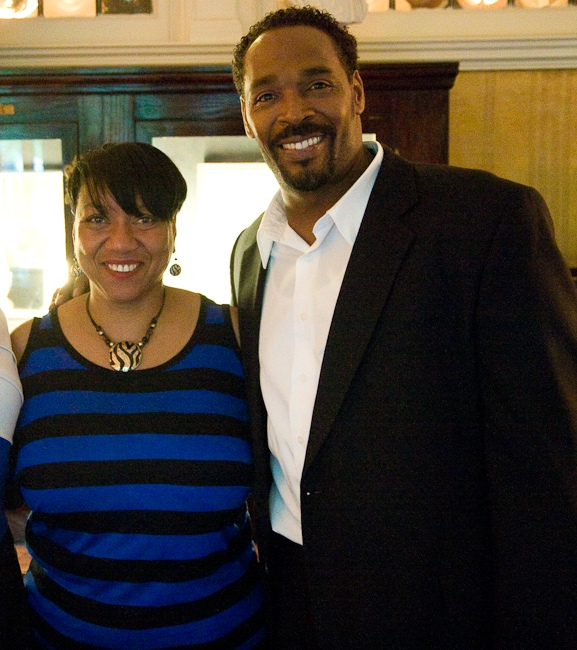
該事件的關鍵人物:羅德尼·金（右）和未婚妻辛西亞·凱利

羅德尼·金曾因搶劫罪判處2年有期徒刑，於1990年12月27日保釋，保釋條件之一是不能飲酒。1991年3月3日，金與兩名乘客在酒后超速，女巡警辛格（Melanie Singer）驱车紧追，由於金不想被抓到違反保釋條件而重回監獄，金逃跑時拐进市区一条小路，被警察堵住。在口头警告无效后，孔恩警长（Stacey C. Koon）命令鲍威尔（Laurence Powell）等4位白人刑警制服金。由于金反抗，四位警察未能制服金；在警告无效后，孔恩警长使用高压电警棍，但金连续两次被击倒立即站立起来，并向鲍威尔猛扑过来。鲍威尔使用金属警棍狠击金的头部和身体，另外两名警察用警靴猛踢金。但金拒不服从命令，直到警察打下第56警棍之后，金才求饶。随后警察停止殴打，给金带上手铐，并交救护车送往医院急救。
整個事件被附近的居民喬治·哈勒帝（George Holliday）從他的公寓拍攝下來，但不包括金拒捕和孔恩用高压电警棍试图制服金的画面，共81秒。次日，喬治·哈勒帝将录像带送到洛杉矶的KTLA电视台，电视台将81秒的影片剪辑为68秒并播出，将删减后的影片提供给ABC、NBC、CBS和CNN。CNN总部在播出三周后始知为删减后之影片，副总裁特纳（Ed.Turner）遂命此后CNN播此新闻必须将删减部分补上，但是三大电视网和KTLA依然播放删减后之影片。
在初期，警方宣稱羅德尼·金拒捕才會使用武力手段強行逮捕。警方表示，當時巡邏警力與羅德尼·金在公路上發生追逐，並且連闖多個紅綠燈，員警推測羅德尼·金可能吸食了藥物。在稍後的採訪中，羅德尼·金表示他剛假釋出獄，他擔心因為遭到警方逮捕而被取消假釋資格。
影帶被公佈後隨即引起美國各界的關注。在事件發生後的兩週內，多家的報紙刊登了許多有關此事件的新聞文章，許多的新聞台也在節目中討論這件事情。輿論都認為這是一場令人震驚的悲劇，並強烈的指責警察濫用權力。
洛杉磯地方檢察官起訴4名涉嫌毆打攻擊羅德尼·金的員警，審判的地點為文圖拉縣，它鄰近以白人為主且政治保守的西米谷。不過，並沒有任何文圖拉縣居民擔任陪審團，陪審團成員均為聖費爾南多谷居民。1992年4月29日，陪審團判定四名員警無罪，並無過度使用武力逮捕嫌疑人，引起了洛杉磯暴動。

## 事件過程
結果出爐後，民眾上街抗議，隨後引起長達數日的暴動。暴動的參與者主要是非裔美國人及西班牙裔居民，暴動事件主要集中於洛杉磯中南部。隨後國民警衛隊宣布宵禁並嘗試控制局勢，最後在美國陸軍的介入之下平息了整起暴動。
在暴動期間也發生大規模的掠奪事件。雖然白人所擁有的商店為主要目標，但許多亞洲移民經營的商店也成為了目標之一。

### 第一日
4月29日星期三當地時間下午3點15分（下敘均為當地時間），四名員警被法院釋放，下午3點45分，大量民眾在洛杉磯地方法院外進行抗議，下午6點時，有部份非裔美國人開始在洛杉磯中南部的佛羅倫薩大道與諾曼底大道十字路口聚集，當地警方派遣24位員警前往驅離，不過因為數量懸殊，警方很快就宣佈撤退。下午6點15分，另一批示威者在帕克中心聚集。下午6點30分，位於佛羅倫薩與諾曼地街口的群眾已經開始進行暴動，搶劫並且攻擊商家及交通工具，絕大部分的受害者都是白人。
下午6點45分，一名叫做雷金·奧利弗·丹尼的白人貨車司機行經佛羅倫薩與諾曼地街口時遭到一群黑人暴徒攻擊，隨後昏死在街頭，整個過程被採訪直升機全程拍攝下來，並且轉播到全美各地。事件發生後，並沒有任何員警前往救援，雖然有部分的行兇者在暴動結束後遭到逮捕。市民羅伯特.格林（Bobby Green Jr）在看到轉播後，隨即趕到現場，將已經昏厥的丹尼送往醫院急救。丹尼必須接受長時間的治療，不過因為傷勢過於嚴重，他的言語及行動能力已經永久受損。
在同一個街口，一名建築工人菲德爾·洛佩斯（Fidel Lopez）遭到其他暴徒攻擊他所駕駛的車輛，並且搶奪了將近2,000美金；另一名暴徒試圖切斷菲德爾·洛佩斯的耳朵。洛佩斯失去知覺後，人群開始對洛佩斯噴漆洩憤。非洲裔牧師本尼·牛頓（Bennie Newton）立即趕過來，將洛佩斯與暴徒分開，並且高喊「若要殺掉他，並須連我也一起殺掉（Kill him and you have to kill me, too）」。他還協助洛佩斯前往醫院急救，並且协助他重新接回及复原洛佩斯被割伤的耳朵。數個月後，洛佩斯開始恢復正常生活。
下午8點30分，佛羅倫薩與諾曼地街口已經陷入一片混亂，多處的建築都遭到破壞並投擲汽油彈縱火，商店被暴徒闖入搶劫，交通工具遭到破壞，甚至有部分暴徒攻擊前來的救難人員。不久後，暴徒開始向南方的街道移動，後來帕克中心也陷入混亂。下午10點00分止，洛杉磯警察局的B小隊與C小隊在114街與中央大道與暴徒駁火，並且保護救難人員。

### 第二日
相較於第一日，第二日（4月30日星期四）的情況較為穩定，不過暴動的情緒已經蔓延整個洛杉磯。因為警方放棄韓國城，當地居民自行組織武裝保安隊，以維護城鎮的安全，並且與暴徒發生些許的武裝衝突。救難人員也開始響應洛杉磯警察局的護送，加州公路巡警也派遣支援部隊前來協助洛杉磯警察局處理暴動。市長湯姆·布拉德利宣布洛杉磯進行宵禁。總統老布希公開反對群眾的暴動，並且表示無政府狀態是不被容忍的。
加州國民警衛隊也成立了大約2,000人的應變小組，不過還不得進入城市鎮壓暴動。在114街與中央大道交火的警員擊斃了一名抢劫市民的暴徒，並且擊傷了一名暴徒。

### 第三日
5月1日星期五，人民的訴求開始出現，民眾高喊「大家聽著，我只是想說，我們是否能夠安然相處（People, I just want to say, you know, can we all get along）」。上午1點整，加州州長皮特·威尔逊向聯邦政府請求支援。各種不同的聯邦執法人員來已開始前往洛杉磯協助洛杉磯警察局，並且保護聯邦政府的設施。傍晚，為了抑制暴動，主要的暴動區域遭到斷電。

## 反应
- 马来西亚首相马哈迪·莫哈末说，美国社会虽大谈公平，黑人却仍然受到歧視，以致他们落后及不满。他说，政府刻在密切关注洛杉矶的局势，确保当地马来西亚人情况安全[6]。
- 马来西亚驻洛杉矶领事阿末纳兹里说，领事馆已联络住在洛城的政府保送大马留学生，并获悉他们的住处没有发生暴乱事件[6]。
- 毛派国际组织革命国际主义运动发表声明支持洛杉矶起义，称其为“西方的春雷”[7]。

## 影響
其中牽連許多違法行為，包括搶劫和縱火。這場暴動持續了四日（4月29日－5月2日）並透過媒體震撼了整個世界。在這期間共有53人死亡，財產損失約8~10億美元。大約有600起縱火，以及大約1萬人被逮捕。
除了洛杉磯市警察局之外，大約1萬名加州國民警衛隊和數千名美國陸軍和海軍陸戰隊士兵也被部署鎮壓示威群眾。一些美國城市被這場暴動影響，也發生了小規模的暴動，例如拉斯維加斯、舊金山、紐約、西雅圖、芝加哥和鳳凰城等。
被逮捕的人中，約42%為非洲裔、44%為拉丁裔，9%為白人，其他2%。這個數字和這些地區洛杉磯的人口組成是相稱的，雖然和全洛杉磯的人口組成不相稱。雖然其他族裔的商店也有被破壞，但韓國裔所擁有的商店尤其遭受到針對性的破壞；約有2,280間韓國裔店主營運的商店遭到掠奪、縱火和破壞，財務損失約4億美元。針對韓裔美國人商店的攻擊可追溯至1991年3月16日，一位15歲的黑人女孩拉塔莎·哈林斯（Latasha Harlins）和女性韓裔店主斗順子（Soon Ja Du；）發生肢體衝突後，斗順子以自衛手槍擊斃哈林斯的事件。該命案激發了當地非裔美國人的反韓情緒。
死亡的53人中，35人死於槍殺，其中8人被執法單位射殺、2人被國民兵射殺。6人死於火災。2人被棍棒打死。2人被刀子刺死。6人死於交通事故。1人被勒死。按族裔分：25人為非洲裔，16人為拉丁裔，8人為（非拉丁裔）白人，2人為亞洲人，阿爾及利亞人、印度人和中東人各1人。48名為男性，5名為女性。
事後，四名涉案員警被聯邦法院以違反民權被審判，陪審團包括兩名非裔。其中兩名警察被裁定有罪，判處30個月監禁。
羅德尼·金後來控告洛杉磯市，最後獲得了380萬美元的賠償。

## 相關
- 电子游戏《俠盜獵車手：聖安地列斯》中，在任務中兩名腐敗警察欺壓主角等人並有一系列罪行，後來主角在腐敗警察的威脅下將證人一一殺死，而使得罪證不足法院宣判無罪，其後發生暴動，即影射了這一事件。
- 西大街 (韓國電影)（朝鲜语：웨스턴 애비뉴）
- 暴動之城（2017电影）（英语：Kings (2017 film)）
- 美國內亂事件一覽表
- 六四天安门事件 - 在同一时期的中国大陆所发生的反体制游行群众与国家武力机关的暴力冲突事件。
- 1988年台湾农民运动 - 在同一时期发生在台湾的以特定事项引发的示威游行与国家暴力机关的暴力冲突事件。
- 2025年6月洛杉磯抗議